# Kaina Yoshio
Kaina Yoshio (japanisch 吉尾 海夏 Yoshio Kaina; * 28. Juni 1998 in der Präfektur Hyōgo) ist ein japanischer Fußballspieler.

## Karriere
Yoshio erlernte das Fußballspielen in der Jugendmannschaft der Yokohama F. Marinos. Hier unterschrieb er 2017 auch seinen ersten Profivertrag. Der Verein spielte in der höchsten Liga des Landes, der J1 League. 2019 wurde er an den Erstligisten Vegalta Sendai nach Sendai ausgeliehen. Für den Verein absolvierte er 13 Erstligaspiele. 2020 erfolgte eine zweijährige Ausleihe an den Zweitligisten FC Machida Zelvia. Für den Klub aus Machida absolvierte er 72 Zweitligaspiele. Nach der Ausleihe kehrte er Ende Januar 2022 zu den Marinos zurück. Am Ende der Saison 2022 feierte er mit den Marinos die japanische Meisterschaft. Ein Jahr später feierte er mit den Marinos die Vizemeisterschaft. Ende Juni 2024 wechselte er auf Leihbasis zum südkoreanischen Erstligisten Jeju SK FC. Für das Fußballfranchise aus Jeju bestritt er 18 Erstligaspiele. Im Dezember 2024 kehrte er nach Japan zurück. Hier wurde sein Vertrag nicht verlängert. Im Januar 2025 verpflichtete ihn der Zweitligist Montedio Yamagata

## Erfolge
Yokohama F. Marinos
- Japanischer Meister: 2022
- Japanischer Vizemeister: 2023